# Dendrobium pililobum
Dendrobium pililobum är en orkidéart som beskrevs av Johannes Jacobus Smith. Dendrobium pililobum ingår i släktet Dendrobium, och familjen orkidéer. Inga underarter finns listade i Catalogue of Life.